# 20th Century Masters - The Millennium Collection: The Best of Asia
20th Century Masters - The Millennium Collection: The Best of Asia es un álbum recopilatorio de la banda británica de rock progresivo Asia y fue publicado en 2003. Fue relanzado en el 2007 por la compañía discográfica A&M.
Este recopilatorio contiene todos los éxitos de la banda (los cuales fueron remasterizados) como «Heat of the Moment», «Only Time Will Tell», «Don't Cry» y «The Smile Has Left Your Eyes». Además, incluye otros temas que aparecen en los álbumes Asia, Alpha, Astra y Then & Now. 

## Lista de canciones
| Side one |                                |                               |          |  |
| N.º      | Título                         | Escritor(es)                  | Duración |  |
| 1.       | «Heat of the Moment»           | John Wetton / Geoff Downes    | 3:49     |  |
| 2.       | «Only Time Will Tell»          | Wetton / Downes               | 4:45     |  |
| 3.       | «Sole Survivor»                | Wetton / Downes               | 4:47     |  |
| 4.       | «Don't Cry»                    | Wetton / Downes               | 3:36     |  |
| 5.       | «The Smile Has Left Your Eyes» | John Wetton                   | 3:14     |  |
| 6.       | «The Heat Goes On»             | Wetton / Downes               | 4:57     |  |
| 7.       | «Open Your Eyes»               | Wetton / Downes               | 6:25     |  |
| 8.       | «Daylight»                     | Wetton / Downes               | 3:34     |  |
| 9.       | «Go»                           | Wetton / Downes               | 4:07     |  |
| 10.      | «Voice of America»             | Wetton / Downes               | 4:26     |  |
| 11.      | «Too Late»                     | Wetton / Downes / Carl Palmer | 4:13     |  |
| 12.      | «Days Like These»              | Steve Jones                   | 4:05     |  |

## Formación
- John Wetton — voz principal y bajo
- Geoff Downes — teclados
- Carl Palmer — batería
- Steve Howe — guitarra
- Steve Lukather — guitarra (en la canción «Days Like These»)